# دان هامبتون
دان هامبتون (بالإنجليزية: Dan Hampton)‏ المقدم المتقاعد من القوات الجوية الأمريكية الذي خدم في القوات الجوية الأمريكية من 1986 إلى 2006. طار في 151 مهمة قتالية في الطائرة جنرال دايناميكس إف-16 فايتينغ فالكون وسجل 726 ساعة قتال وظيفي. هامبتون معروف باسم «ابن البرية» أو قاتل مواقع صواريخ أرض-جو حيث دمر 21 موقع لصواريخ أرض-جو. قاتل هامبتون في حروب متعددة بما في ذلك حرب الخليج الثانية وحرب كوسوفو وغزو العراق. كما حلق في الدوريات الجوية القتالية خلال الهجمات على مركز التجارة العالمي في 11 سبتمبر 2001. كما أصيب هامبتون في تفجير أبراج الخبر عام 1996 ومرة أخرى كمقاول عسكري خاص في بغداد.
ألف هامبتون كتاب المرتزقة وأكثر مبيعات نيويورك تايمز الطيار الأفعى: مذكرات من القتال الجوي ولوردات السماء وصائد القتلة. بالإضافة إلى ذلك يتولى حاليا منصب الرئيس التنفيذي لشركة مفي الدولية وهي شركة عسكرية خاصة مقرها كولورادو.

## حرب الخليج الثانية
عند بدء حرب الخليج الثانية تم نشر هامبتون والسرب المقاتل 23 في قاعدة إنجرليك الجوية في تركيا دعما للانتفاضات في العراق. شارك هامبتون في عملية قوة الثبت وتوفير البعثات لقمع الدفاع في المنطقة. خلال هذه العملية حلق هامبتون في حوالي 1000 مرة من عمليات قمع الدفاع والدوريات الجوية القتالية ومهام الاعتراض على العراق دون خسارة واحدة. حصل السرب على جائزة الوحدة المتميزة للقوات الجوية بسبب نجاحه في ابعاد الجيش العراقي من الكويت.

## تفجير أبراج الخبر
في 26 يونيو 1996 قام مؤيدو حزب الله الحجاز بقصف برج الخبر الذي كان يستخدم كمنزل لإيواء أفراد عسكريين أجانب. يعرف هذا الحدث باسم تفجير أبراج الخبر. باعتباره عضوا في الجناح المقاتل المنتشر كان هامبتون يقيم في المبنى في ذلك الوقت وأصيب في وقت لاحق من الهجوم. قال في كتابه الطيار الأفعى: «تم تعبئة خمسة وعشرين ألف رطل من مادة تي إن تي في جذع صهاريج مياه الصرف الصحي ودفعت إلى محيط... كل أضواء المجمع كانت مطفية... الغبار معلق في الهواء والمباني تحترق والناس يركضون وكان هناك الكثير من الصراخ». هناك تكهنات بأن الهجمات كان يمكن منعها إذا ما نفذت تدابير أمنية أفضل.

## غزو العراق
تجربة هامبتون في حرب العراق تبدأ في الواقع مع دوره في هجمات 11 سبتمبر. كان السرب الذي تم تعيينه له قد عاد لتوه من انتشار في جنوب غرب آسيا قبل يومين من الهجمات. كان هامبتون قد أجرى للتو مهمة روتينية وعند هبوطه سمع عن هذا الحدث. قال: «اعتقدنا جميعا أنه حادث.. ولكن بعد التحديق في الصورة المسطحة للطائرة 175 وهي تضرب البرج الجنوبي أصبح من الواضح أن هذا ليس من قبيل الصدفة». يصف هامبتون أيضا كيف أمر بالعودة إلى السماء فوق المجال الجوي الأمريكي حيث سافر إلى جانب رحلة دلتا الجوية التي كان فيها «مائة وجه وجهت نحو النوافذ ليشاهدونني وأشاهدهم».
خدم هامبتون في حرب العراق حيث اتهم هو وسربه بتدمير مواقع صواريخ أرض-جو وتوفير الدعم الجوي.